# احتمال خوارزمي

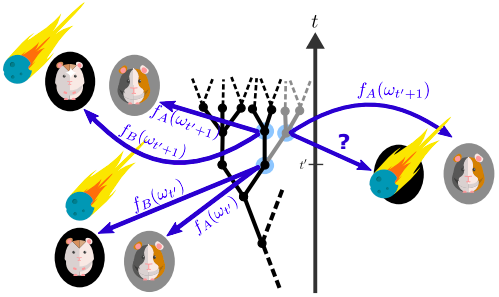
من الحالات المراقبة إلى الفيزياء عبر الاحتمالية الخوارزمية

الاحتمال الخوارزمي في نظرية المعلومات الخوارزمية هو طريقة رياضية لتعيين احتمال سابق لملاحظة معينة. اخترعها راي سولومونوف في الستينيات. يُستخدم في نظرية الاستدلال الاستقرائي وتحليل الخوارزميات. يستخدم سولومونوف في نظريته العامة للاستدلال الاستقرائي الطريقة مع مبرهنة بايز للحصول على احتمالات التنبؤ بمخرجات الخوارزمية المستقبلية.
في الشكليات الرياضية المستخدمة، تكون الملاحظات على شكل سلاسل ثنائية محدودة يُنظر إليها أنها مخرجات لآلة تورنغ ، والسابق العالمي هو توزيع احتمال على مجموعة من السلاسل الثنائية المحدودة المحسوبة من توزيع احتمالي على البرامج (أي، مدخلات إلى آلة تورنغ العالمية). السابق هو عالمي بالمعنى تورنغ الحسابي، أي أنه لا توجد سلسلة لها احتمالية صفر. وهي ليست حسوبة (قابلة للحساب) ولكن يمكن تقريبها.